# Az év emlőse Magyarországon
A Vadonleső Program (Agrárminisztérium, Természetmegőrzési Főosztály), a támogató szakmai szervezetekkel egyeztetve, 2014-ben első ízben hirdette meg az „Év emlőse” rendezvénysorozatot, mely minden évben más és más őshonos emlősállatunkra irányítja a figyelmet, elősegítve azok megismerését és hatékonyabb védelmét.

## Az év emlősei
- 2023-ban: Közönséges vakond (Talpa europaea)
- 2022-ben: Törpeegér (Micromys minutus)
- 2021-ben: Hermelin (Arminiae)
- 2020-ben: Vidra (Lutra lutra)[2]
- 2019-ben: Hiúz (Lynx lynx)
- 2018-ban: Földikutya (Nannospalax)
- 2017-ben: Mogyorós pele (Muscardinus avellanarius)
- 2016-ban: Denevér (Chiroptera)
- 2015-ben: Ürge (Spermophilus citellus)
- 2014-ben: Sün (Erinaceus roumanicus)

## Képgaléria

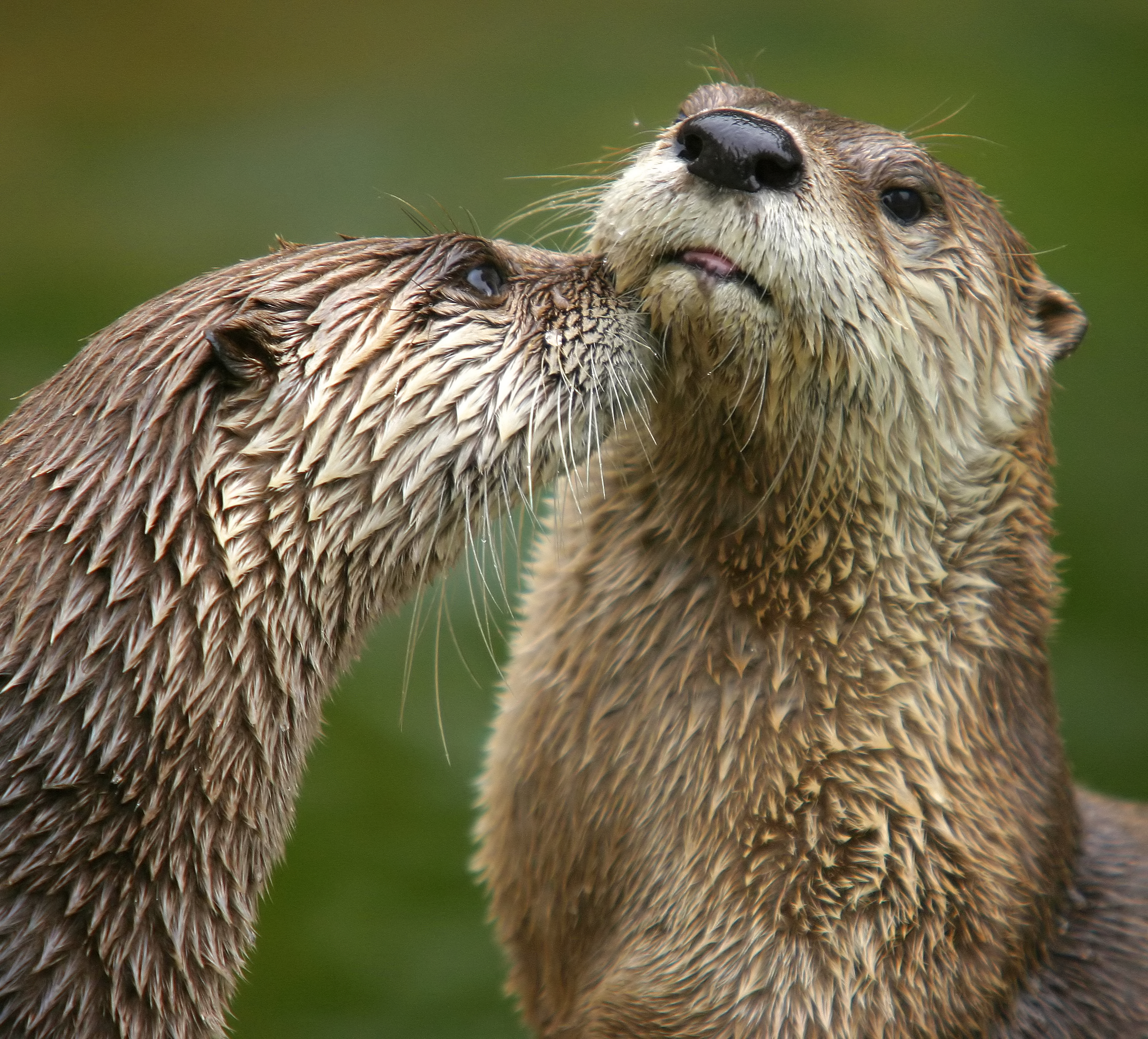
Európai vidra (Lutra lutra)
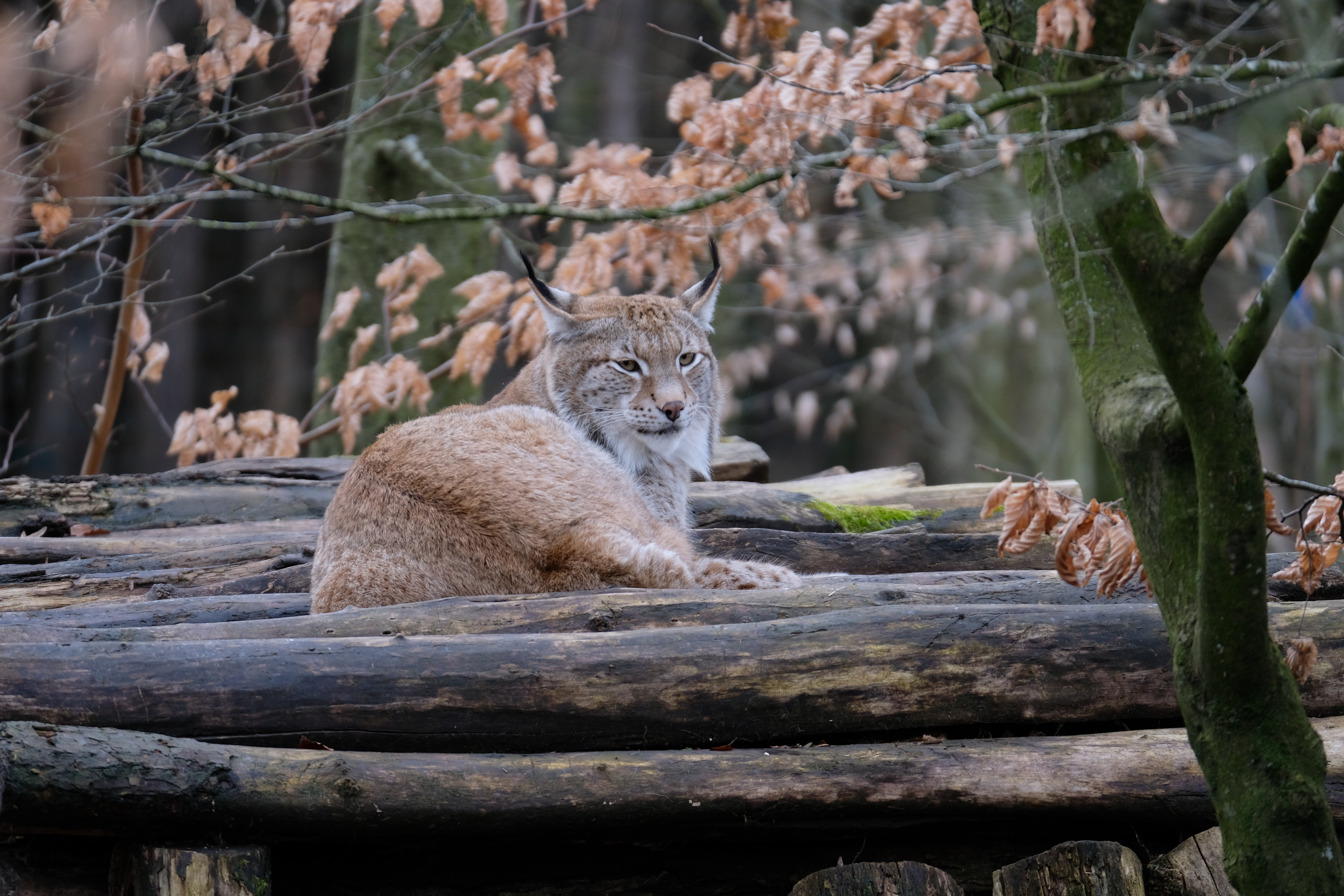
Hiúz (Lynx lynx)
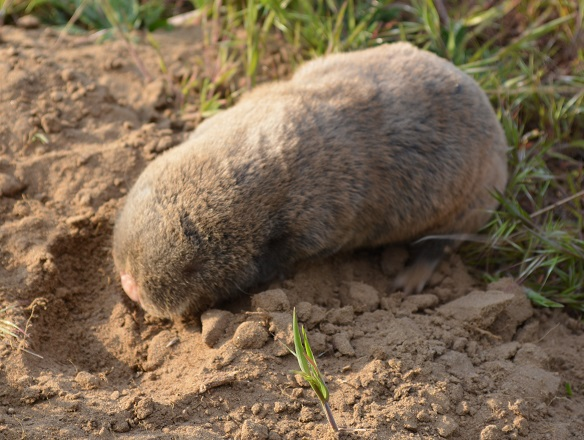
Nyugati földikutya (Nannospalax)
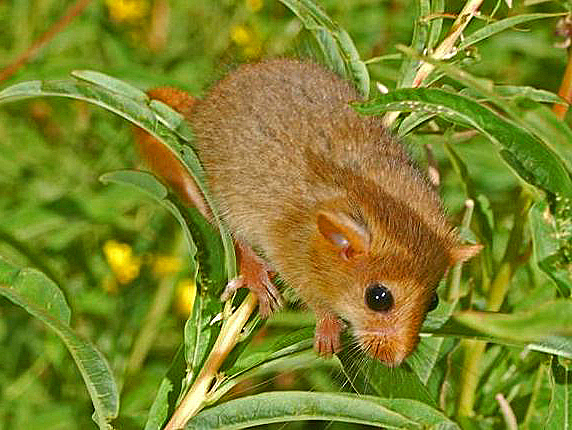
Mogyorós pele (Muscardinus avellanarius)
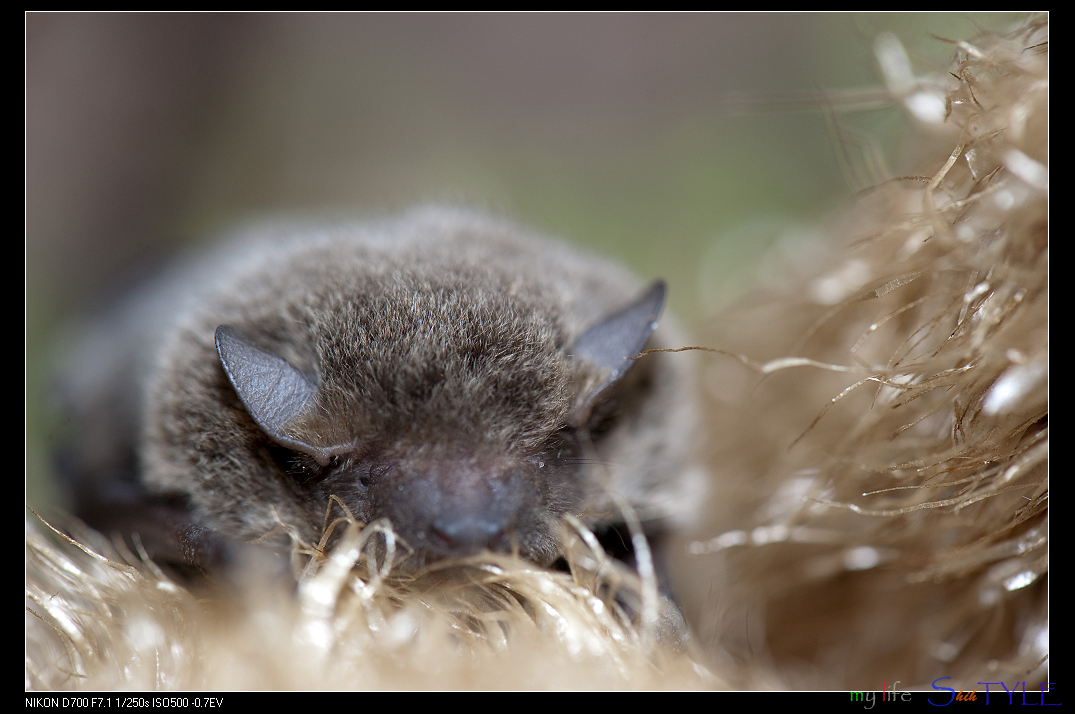
Denevér (Chiroptera)
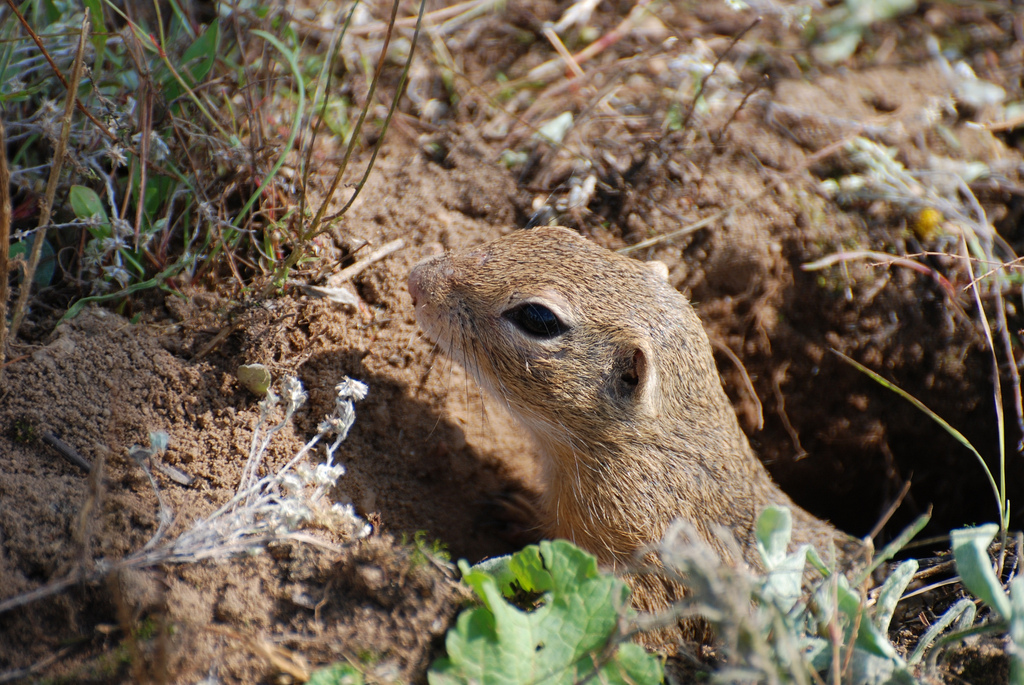
Közönséges ürge (Spermophilus citellus)
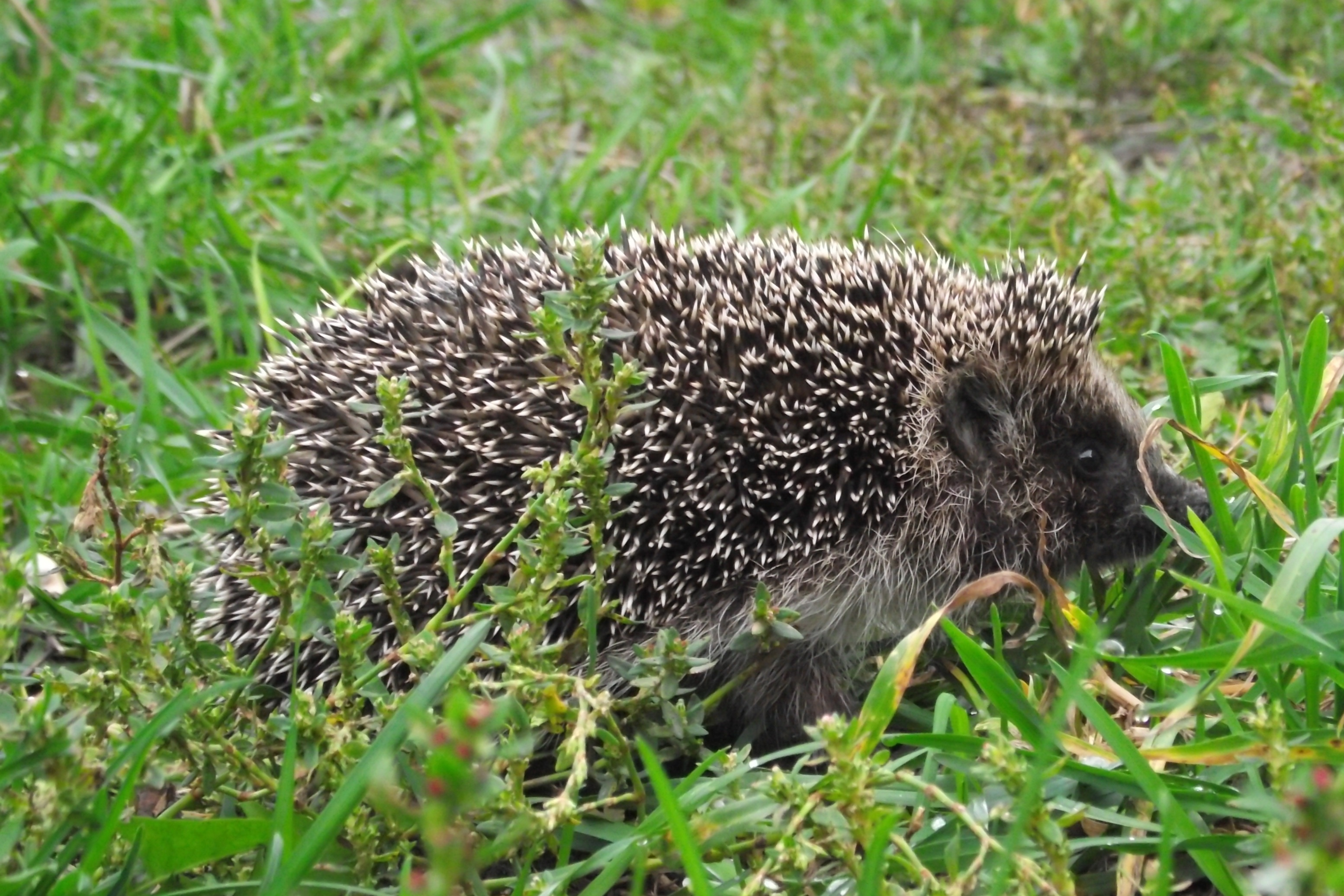
Keleti sün  (Erinaceus roumanicus)